# Huso
Huso ist eine zehn Arten umfassende Fischgattung aus der Familie der Störe (Acipenseridae).

## Merkmale
Die Zusammensetzung der Gattung wurde mit Hilfe molekulargenetischer Daten ermittelt. Eine genaue Merkmalsbeschreibung fehlt bisher. Mögliche Synapomorphien sind zahlreiche Vorsprünge auf den Oberflächen der ventralen Rostralknorpel und eine leichte mediale Verbreiterung der Dermopalatine (Ein Knochen am Gaumenbein, der sich aus der Haut entwickelt). Beide Merkmale sind bisher jedoch nicht bei allen Arten nachgewiesen worden.

## Systematik
Die Gattung Huso wurde 1833 durch die deutschen Naturforscher Johann Friedrich von Brandt und Julius Theodor Christian Ratzeburg eingeführt. Huso umfasste zwei Arten, den Europäischen Hausen (Huso huso) und den Kaluga-Hausen (Huso dauricus), der im Einzugsbereich des Amur in Nordostasien an der Grenze von Russland und China vorkommt. Gemeinsames Merkmal ist die Großwüchsigkeit der beiden Arten, die Längen über vier Meter erreichen können. Die beiden Arten sind jedoch weder Schwesterarten, noch besonders nahe miteinander verwandt. Der Europäischen Hausen gehört zu einer Klade von Stören, die im Atlantik, in sibirischen Flüssen, im Schwarzen Meer, im Kaspischen Meer, in der Adria und im Aralsee und den in diesen Gewässern mündenden Flüssen vorkommt, während der Kaluga-Hausen zu einer Klade nordpazifischer, ostasiatischer und nordwestamerikanischer Störe gehört. Um eine moderne Systematik der Störe zu erreichen, wurde die Gattung Huso im April 2025 um neun, bisher zur Gattung Acipenser gehörende Störarten erweitert, während der Kaluga-Hausen in die revalidierte Gattung Sinosturio verschoben wurde. Huso ist die Schwestergattung der Gattung Pseudoscaphirhynchus, deren drei Arten in den Zuflüssen des Aralsees vorkommen.

## Nachzucht
Da der Hausen vom Aussterben bedroht ist wird er in Wien beim Projekt LIFE-Boat 4 Sturgeon nachgezüchtet.

## Arten
Zur Gattung Huso gehören zehn Arten:
| Deutscher Name               | Wissenschaftlicher Name                         | Verbreitung                                                              | Gefährdungsstufe Rote Liste der IUCN             | Anmerkungen                                 | Bild                                   |
| ---------------------------- | ----------------------------------------------- | ------------------------------------------------------------------------ | ------------------------------------------------ | ------------------------------------------- | -------------------------------------- |
| Europäischer Hausen          | Huso huso (Linnaeus, 1758)                      | Donau, Schwarzes, Asowsches und Kaspisches Meer                          | (Critically Endangered – vom Aussterben bedroht) | bis 5 Meter Länge, auch Beluga-Stör genannt | Europäischer Hausen (Huso huso)        |
| Sibirischer Stör             | Huso baeri (Brandt, 1869)                       | Russland, Kasachstan, Mongolei                                           | (Critically Endangered – vom Aussterben bedroht) | bis 2 Meter Länge                           | Sibirischer Stör (Huso baeri)          |
| Kurznasen-Stör               | Huso brevirostrum (Lesueur, 1818)               | Küstenflüsse des östlichen Nordamerika                                   | (Vulnerable – gefährdet)                         | bis 1,3 Meter Länge                         | Kurznasen-Stör (Huso brevirostrum)     |
| See-Stör                     | Huso fulvescens (Rafinesque, 1817)              | Sankt-Lorenz-Strom, Mississippi River und angrenzende Gewässer           | (Endangered – stark gefährdet)                   | bis 2,5 Meter Länge                         | See-Stör (Huso fulvescens)             |
| Russischer Stör oder Waxdick | Huso gueldenstaedtii (Brandt & Ratzeburg, 1833) | Schwarzes Meer, Asowsches Meer, Kaspisches Meer und angrenzende Gewässer | (Critically Endangered – vom Aussterben bedroht) | bis 2 Meter Länge                           | Russischer Stör (Huso gueldenstaedtii) |
| Adriatischer Stör            | Huso naccarii (Bonaparte, 1836)                 | Adriatisches Meer                                                        | (Critically Endangered – vom Aussterben bedroht) | bis über 2 Meter Länge                      | Adriatischer Stör (Huso naccarii)      |
| Glattdick                    | Huso nudiventris (Lovetzky, 1828)               | Schwarzes Meer, kaspisches Meer, Aralsee                                 | (Critically Endangered – vom Aussterben bedroht) | bis 2 Meter Länge                           | Glattdick (Huso nudiventris)           |
| Persischer Stör              | Huso persicus (Borodin, 1897)                   | Kaspisches Meer                                                          | (Critically Endangered – vom Aussterben bedroht) | bis 2,4 Meter Länge                         | Persischer Stör (Huso persicus)        |
| Sterlet                      | Huso ruthenus (Linnaeus, 1758)                  | Zuflüsse des Schwarzen, Asowschen und Kaspischen Meeres                  | (Endangered – stark gefährdet)                   | bis 1 Meter Länge, kleinste Acipenser-Art   | Sterlet (Huso ruthenus)                |
| Sternhausen                  | Huso stellatus (Pallas, 1771)                   | Donau, Schwarzes, Asowsches und Kaspisches Meer                          | (Critically Endangered – vom Aussterben bedroht) | bis 2,2 Meter Länge                         | Sternhausen (Huso stellatus)           |